# Gare de Wesserling
Gare de Wesserling vasútállomás Franciaországban, Fellering településen.

## Vasútvonalak
Az állomást az alábbi vasútvonalak érintik:
- Lutterbach-Kruth-vasútvonal

## Kapcsolódó állomások
A vasútállomáshoz az alábbi állomások vannak a legközelebb:
- Gare de Kruth
- Gare de Ranspach
- Gare de Fellering